# Gornje Selo (Opatija)
Gornje Selo je naselje u Hrvatskoj u sastavu Grada Opatije. Nalazi se u Primorsko-goranskoj županiji.

## Zemljopis
Dio je sela Male Učke. Jedan dio Male Učke (Gornje Selo) dijelom je Grada Opatije, a drugi dio (Donje Selo) dijelom je općine Mošćeničke Drage. Malu Učku čine dva zaselka: Pilati, gdje su živjeli Brumnjaci i Selo, gdje su živjeli Brubnjaci. Pilati su pripadali k.o. Vranji i pokapali su se na groblju u Vranji, a oni iz Sela pripadali su k.o. Mošćenice i pokapali su se na groblju u Mošćenicama.
1993. godine Mala Učka podijeljena je na Gornje i Donje selo. Donje Selo uvršteno je pod naselje Grabrova. 2007. ponovno je Donje selo vraćeno u okvire naselja.

Istočno od Gornjeg Sela su Tuliševica, Liganj, sjeveroistočno su Dobreć i Lovran. Nalazi se na području parka prirode Učke. 